# Wakanda
Il Wakanda, ufficialmente Regno di Wakanda (Kingdom of Wakanda), è un luogo fittizio dei fumetti creato da Stan Lee (testi) e Jack Kirby (disegni), pubblicato dalla Marvel Comics. La sua prima apparizione avviene in Fantastic Four (Vol. 1) n. 52 (luglio 1966).
Isolata nazione dell'Africa Orientale tra le più ricche e tecnologicamente avanzate della Terra grazie ai suoi immensi giacimenti di Vibranio, il Wakanda è governato da Shuri (diventata regina e la nuova Black Panther) in seguito alla morte di T'Challa e confina con il lago Turkana, la Somalia, il Kenya, l'Etiopia e le altrettanto fittizie nazioni di Canaan e Narobia; sebbene nel corso della sua storia editoriale alcune fonti lo abbiano situato a nord della Tanzania o tra il Sudan e la Repubblica Democratica del Congo.

## Etimologia
Ci sono diverse teorie per il nome Wakanda, il nome può essere ispirato a una divinità chiamata Wakanda, Wakonda o Waconda dei Nativi americani degli Stati Uniti d'America delle Grandi Pianure; ai Wakandas, una tribù africana immaginaria del romanzo "The Man-Eater" di Edgar Rice Burroughs (creatore di Tarzan), scritto nel 1915 ma pubblicato postumo nel 1957; alla tribù keniota dei Kamba che, nella loro lingua natia, il kikamba, si chiamano Akamba o Wakamba; o alla parola "kanda", che significa famiglia in kikongo.

## Linguaggio
Nei fumetti, il Wakanda ha tre lingue ufficiali: Wakandiano, Yoruba e Hausa. Nell'universo cinematografico Marvel i personaggi di Wakanda sono ritratti mentre parlano la lingua Xhosa dell'Africa sudorientale. La tribù Jabari è raffigurata mentre parla un dialetto simile all'igbo della Nigeria.

## Localizzazione

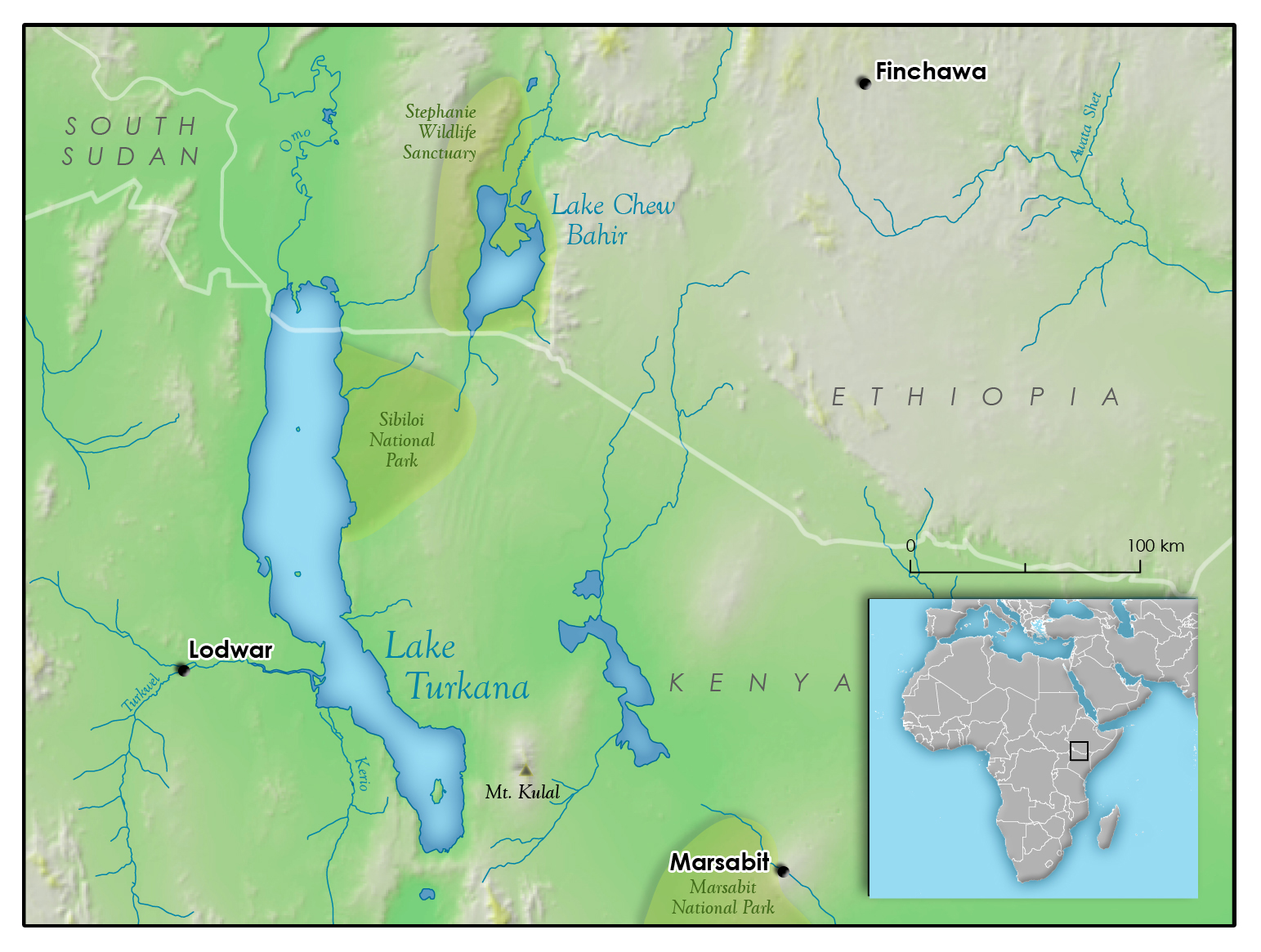
Nel Marvel Cinematic Universe, Wakanda si trova appena a nord del lago Turkana, in un punto immaginario al confine tra Kenya, Etiopia, Uganda e Sud Sudan.

Wakanda si trova nell'Africa Orientale, sebbene la sua esatta ubicazione sia variata nella storia della pubblicazione nazionale: alcune fonti collocano Wakanda appena a nord della Tanzania, mentre altre - come Marvel Atlas # 2 - lo mostrano all'estremità nord del lago Turkana, in Sudan del Sud, Uganda, Kenya, Somalia ed Etiopia (e circondato da paesi immaginari come Azania, Canaan e Narobia). Nel Marvel Cinematic Universe, le mappe sullo schermo utilizzano la posizione indicata in Marvel Atlas # 2. Nelle recenti storie dello scrittore Ta-Nehisi Coates, Wakanda si trova sul Lago Vittoria, vicino a Mohannda, Canaan, Azania e Niganda.
Nel film Black Panther del 2018, nella parte iniziale, si può notare come il Wakanda corrisponda esattamente con lo stato del Ruanda.

## Storia
Prima dell'emergere della nazione Wakanda, gli esseri mistici noti come Originators dominavano la regione fino a quando furono espulsi dagli Orishas, il pantheon dei Wakanda, composto da Thoth, Ptah, Mujaji, Kokou e Bast, la Dea Pantera.
Circa 10.000 anni prima dell'era moderna, un enorme meteorite costituito interamente da vibranio si schianta sulla superficie di un piccolo paese nordafricano costituito da varie tribù in guerra tra di loro generando una sopraelevazione rocciosa che diviene nota come la grande "montagna sacra" attorno a cui si radunano una serie di clan che eleggono come loro capo il saggio guerriero Bashenga, il quale inizia una campagna di unificazione di tutte le tribù del paese fondando il Wakanda e divenendone il primo re. Nel corso dei secoli la figura del monarca diviene legata alla protezione del monte e al Culto della Pantera, difatti ogni re del Wakanda viene insignito anche del titolo di "Pantera Nera". Contemporaneamente le proprietà mutagene del vibranio influenzano la flora e la fauna della nazione portandola ad avere un numero vorticosamente alto sia di mutanti che di mutati nonché allo sviluppo dell'Erba a Foglia di Cuore (Heart-Shaped Herb) la cui ingestione dona capacità sovrumane ai membri della famiglia reale dopo aver assunto il titolo di Pantera Nera.
Raggiunto il ventesimo secolo T'Chaka, sovrano e Pantera Nera di allora, temendo che le altre nazioni possano cercare di manipolare o dominare il Wakanda mirando alle sue preziose risorse naturali, adotta per proteggerlo una politica fortemente isolazionista che limita i contatti col resto del mondo al mero commercio del vibranio e al mandare surrettiziamente i migliori studenti del paese a studiare all'estero, cosa che trasforma la nazione in una delle più tecnologicamente all'avanguardia del pianeta. Tempo dopo l'esploratore mercenario Ulysses Klaw riesce a entrare di nascosto in Wakanda estraendo illegalmente vibranio e servendosene per alimentare un'arma a onde sonore ma viene scoperto da T'Chaka e lo uccide venendo poi mutilato e costretto alla fuga da suo figlio T'Challa, che in seguito diviene la nuova Pantera Nera mettendo parzialmente fine all'isolazionismo del regno, migliorando i rapporti con le altre nazioni e continuando a servirsi dei profitti del vibranio per arricchire ed ammodernare in misura sempre maggiore la sua terra.
Il Wakanda ha per diverso tempo affrontato una situazione di guerriglia con Narobia ma i due regni sono successivamente riusciti a ristabilire rapporti pacifici. Durante l'invasione segreta degli Skrull l'armata del Wakanda riesce nell'impresa di respingere senza alcun supporto un intero plotone alieno rispedendo i loro corpi mutilati alla nave madre come monito a non invadere mai più la loro terra; successivamente, nel momento in cui T'Challa rifiuta di unirsi alla Cabala di Norman Osborn, messo a capo della sicurezza degli Stati Uniti, il Dottor Destino lo assale mandandolo in coma, fatto che costringe la sua sorellastra Shuri a salire al trono succedendogli come Pantera Nera e continuando a rivestire tale ruolo anche dopo il suo risveglio. Nel corso della guerra tra Vendicatori e X-Men il Wakanda si schiera coi primi offrendo loro ospitalità, ciò porta tuttavia Namor a prendere d'assalto il regno distruggendone buona parte provocando di conseguenza la sanzione di una legge che mette al bando i mutanti e lo scoppio di una guerra lampo con Atlantide, che viene rasa al suolo.

## Religioni
Wakanda contiene una serie di culti religiosi provenienti da vari luoghi dell'Africa, il Pantheon di Wakanda è conosciuto come Orishas, orisha è una parola yoruba che significa spirito o divinità, Bast la Dea Pantera, Thoth, dio della luna e della saggezza e Ptah, il Plasmatore sono divinità eliopolitane, che hanno lasciato l'antico Egitto al tempo dei faraoni, Kokou è un'orisha guerriera del Benin, Mujaji è una dea della pioggia della tribù Balobedu del Sudafrica. Altre divinità sono adorate in Wakanda, come Sekhmet e Sobek, altre divinità eliopolitane, e gli dei gorilla Ghekre e Ngi, adorati dalla tribù Jabari.

### Culto della Pantera
Bast, la Dea Pantera, è la principale divinità del Wakanda. Il Culto della Pantera ha origine poco dopo la caduta del meteorite di vibranio che, secondo la leggenda, ha tramutato alcuni abitanti in feroci "spiriti demoniaci" successivamente sconfitti da un guerriero della Tribù della Pantera, Bashenga; ciò porta alla fondazione di un ordine religioso e all'unificazione dell'intero regno a partire dalla "montagna sacra", luogo d'impatto del corpo celeste. "Pantera Nera" diviene poi un titolo religioso e cerimoniale dato al capo del regno con una cerimonia a seguito della quale egli ingerisce l'Erba a Foglia di Cuore ottenendo capacità fisiche sovrumane.

### Culto del Gorilla Bianco
La tribù che sarebbe diventata Jabari adorava Ngi, responsabile della creazione dell'Uomo-Gorilla. Ngi è basato sull'omonima divinità Yaoundé. Attualmente, la tribù Jabari adora il dio gorilla Ghekre, basato sulla divinità Baulé. 
Il Culto del Gorilla Bianco, evolutosi di pari passo a quello della Pantera, è terminato dopo l'unificazione del paese rimanendo in vigore solamente nella tribù Jabari mentre il gorilla bianco (simbolo del culto) è divenuto una specie protetta in tutto il regno sia poiché in pericolo di estinzione che poiché, in qualità di razza mutata dal vibranio, uccidendone un esemplare, facendo il bagno nel suo sangue e cibandosi della sua carne è possibile ottenere poteri sovrumani. Secondo il film del 2018, la tribù dei Jabari (o la tribù della montagna) venera il dio scimmia Hanuman.

### Culto del Leone
Sekhmet, la Dea Leonessa, è una delle divinità minori del Wakanda. Il Culto del Leone è considerato pagano e severamente proibito in quanto prevede dei sacrifici umani; inoltre l'entità venerata dagli adepti di tale dottrina è una forza malevola nemica della dea Bast, capace di manipolare le menti, apparire fisicamente ai propri seguaci e possedere i loro corpi o quelli delle sue vittime sacrificali.
Nel film Captain America: Civil War (2016), T'Challa spiega: "Nella mia cultura, la morte non è la fine. È più un punto di partenza. Raggiungi con entrambe le mani Bast e Sekhmet, ti portano nella veld verde dove puoi correre per sempre."

### Culto del Coccodrillo
Sobek, il Dio Coccodrillo, è un'antica e per lo più dimenticata divinità del Wakanda.

## Altri media

### Cinema
- Il film d'animazione Ultimate Avengers 2, prodotto dai Marvel Studios e distribuito direttamente in home video da Lions Gate Entertainment nel 2006, si svolge principalmente in Wakanda.
- Nel Marvel Cinematic Universe il Wakanda appare brevemente su una mappa in Iron Man 2 (2010) e viene menzionato in Avengers: Age of Ultron (2015). Viene mostrato per la prima volta alla fine di Captain America: Civil War (2016) ed è l'ambientazione principale di Black Panther (2018) e Black Panther: Wakanda Forever (2022). Il Wakanda è anche il luogo di svolgimento della battaglia finale di Avengers: Infinity War (2018), e appare brevemente alla fine di Avengers: Endgame (2019).

### Televisione
- Il Wakanda compare in un episodio de I Fantastici Quattro.
- In un episodio di Iron Man: Armored Adventures viene citato il Wakanda e compare T'Challa.
- La serie animata Black Panther è ambientata in Wakanda.
- Due episodi di Avengers - I più potenti eroi della Terra hanno luogo in Wakanda.
- Il Wakanda compare nell'anime Disk Wars Avengers.
- Il Wakanda appare in due episodi e principalmente nella quinta stagione di Avengers Assemble
- Wakanda è menzionato nella serie televisiva Runaways[44]
- Il 1º febbraio 2021, una serie televisiva ambientata a Wakanda è stata annunciata per essere in sviluppo per Disney + con Ryan Coogler coinvolto attraverso la sua compagnia, Proximity Media.[45]

### Videogiochi
- Il Wakanda è una delle principali location di Marvel: La Grande Alleanza 2.
- Nell'ending di Tempesta in Marvel vs. Capcom 3: Fate of Two Worlds il Wakanda ha un breve cameo.
- Il Wakanda compare nel MMORPG Marvel Heroes.
- In LEGO Marvel Super Heroes viene menzionato il Wakanda.
- Il Wakanda appare come area hub e in un livello di LEGO Marvel Super Heroes 2.
- Il Wakanda appare in Disney Infinity 3.0[46].
- Il Wakanda appare in Marvel's Avengers.